# Obara Yuria
Obara Yuria (小原 由梨愛, sinh ngày 4 tháng 9 năm 1990) là một cầu thủ bóng đá nữ người Nhật Bản.

## Đội tuyển bóng đá nữ quốc gia Nhật Bản
Obara Yuria thi đấu cho đội tuyển bóng đá nữ quốc gia Nhật Bản từ năm 2014.

## Thống kê sự nghiệp
| Nhật Bản  | Nhật Bản | Nhật Bản |
| Năm       | Trận     | Bàn      |
| --------- | -------- | -------- |
| 2014      | 1        | 0        |
| Tổng cộng | 1        | 0        |